# انترو گونزالس
انترو گونزالس (انگلیسی: Antero González; ۱۶ آوریل ۱۹۰۱ – ۲۸ ژانویهٔ ۱۹۷۸) بازیکن فوتبال اهل اسپانیا بود.
از باشگاه‌هایی که در آن بازی کرده‌است می‌توان به اشاره کرد.
وی همچنین در تیم ملی فوتبال اسپانیا بازی کرده‌است.